# Birte Christoffersen
Birte Christoffersen (n. 28 martie 1924, Copenhaga, Danemarca) este o săritoare în apă ce a reprezentat Danemarca, medaliată olimpică. A participat la 3 ediții ale Jocurilor Olimpice (1948, 1956, 1960) în care a câștigat o medalie de bronz.